# Mazurkas de Chopin

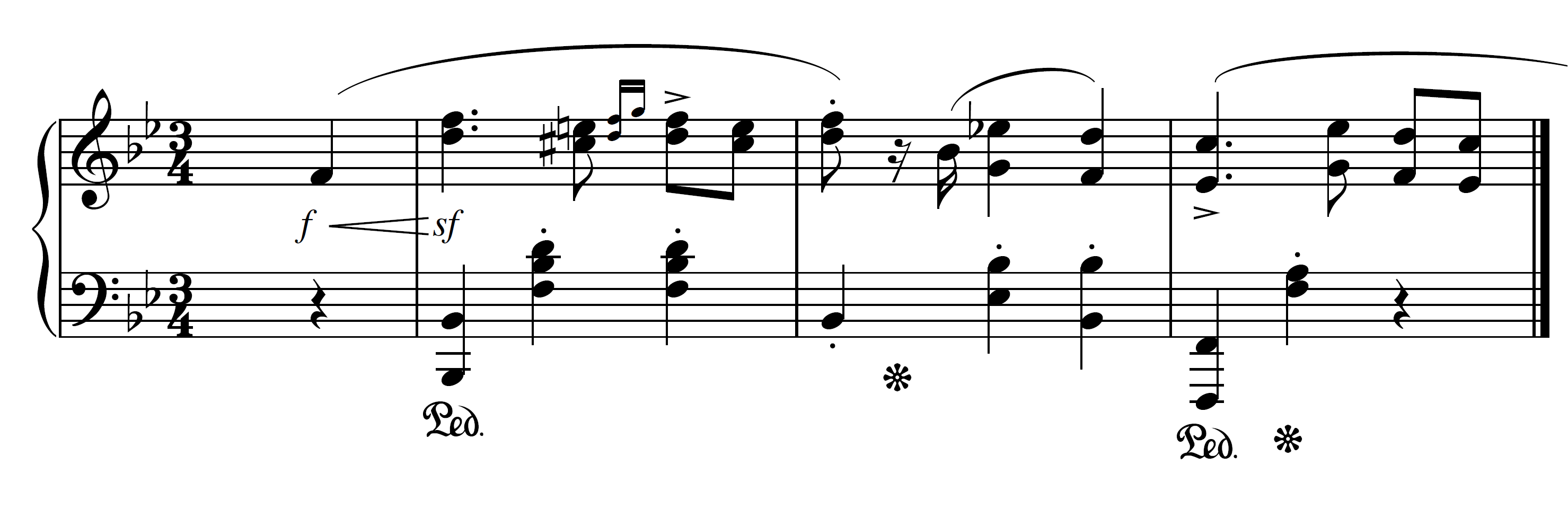
La mazurka Op.17 No.1

Les mazurkas de Chopin sont un ensemble de cinquante-sept pièces pour piano composées de 1825 à 1849, d'après la danse traditionnelle polonaise. Quarante-cinq publiées du vivant de Chopin, et quarante-et-une d'entre elles ont un numéro d'opus. Douze ont paru après sa mort, dont huit ont des numéros d'opus posthume.
Le numéro des cinquante-sept mazurkas publiées va jusqu'à cinquante-et-un. Les six restantes sont désignées par leur tonalité ou leur numéro de catalogue.

## Liste
| Numéro dans la série | Tonalité                               | Composé                   | Publié | Opus n°            | Brown  | Kobylańska  | Chominski | Dédicataire                                | Notes                                                                                       |
| -------------------- | -------------------------------------- | ------------------------- | ------ | ------------------ | ------ | ----------- | --------- | ------------------------------------------ | ------------------------------------------------------------------------------------------- |
| -                    | sol, si bémol                          | 1826                      | 1826   | -                  | B. 16  | KK IIa/2-3  | S 1/2     |                                            | Versions remaniées (les versions originales furent publiées en 1875)                        |
| 1-4                  | fa dièse m, do dièse m, mi, mi bémol m | 1830                      | 1832   | Op. 6              | B. 60  |             |           | Comtesse Pauline Plater                    |                                                                                             |
| 5-9                  | si bémol, la m, fa m, la bémol, do     | 1830-31                   | 1832   | Op. 7              | B. 61  |             |           | M. Johns de la Nouvelle-Orléans            | no 2 et no 4 sont des versions révisées, la version originale du no 4 a été publiée en 1902 |
| 10-13                | si bémol, mi m, la bémol, la m         | 1832-33                   | 1834   | Op. 17             | B. 77  |             |           | Mlle Lina Frappa                           |                                                                                             |
| 14-17                | sol m, do, la bémol, si bémol m        | 1834-35                   | 1836   | Op. 24             | B. 89  |             |           | Comte de Perthuis                          |                                                                                             |
| 18-21                | do m, si m, ré bémol, do dièse m       | 1836-37                   | 1837   | Op. 30             | B. 105 |             |           | Princesse Maria Czartoryska de Württemburg |                                                                                             |
| 22-25                | sol dièse m, ré, do, si m              | 1837-38                   | 1838   | Op. 33             | B. 115 |             |           | Comtesse Roza Mostowska                    |                                                                                             |
| 27                   | mi m                                   | 1838 (28 novembre)        | 1840   | Op. 41/2           | B. 122 |             |           |                                            |                                                                                             |
| 26, 28-29            | do dièse m, si, la bémol               | 1839 (juillet)            | 1840   | Op. 41/1, 3-4      | B. 126 |             |           | Étienne Witwicki                           |                                                                                             |
| 50                   | la m                                   | 1840 (été)                | 1841   | -                  | B. 134 | KK IIb/4    | S 2/4     |                                            | Notre temps; in "Six Morceaux de salon"                                                     |
| 51                   | la m                                   | 1840                      | 1841   | -                  | B. 140 | KK IIb/5    | S 2/5     | Émile Gaillard                             | In "Album de pianistes polonais"                                                            |
| 30-32                | sol, la bémol, do dièse m              | 1841-42                   | 1842   | Op. 50             | B. 145 |             |           | Leon Szmitkowski                           |                                                                                             |
| 33-35                | si, do, do m                           | 1843                      | 1844   | Op. 56             | B. 153 |             |           | Catherine Maberly                          |                                                                                             |
| 36-38                | la m, la bémol, fa dièse m             | 1845 (juin-juillet)       | 1846   | Op. 59             | B. 157 |             |           |                                            |                                                                                             |
| 39-41                | si, fa m, do dièse m                   | 1846 (début de l'automne) | 1847   | Op. 63             | B. 162 |             |           | Comtesse Laura Czosnowska                  |                                                                                             |
| 42, 44               | sol, do                                | 1835                      | 1855   | Op. posth. 67/1, 3 | B. 93  |             |           | Anna Mlokosiewicz                          |                                                                                             |
| 45                   | la m                                   | 1846                      | 1855   | Op. posth. 67/4    | B. 163 |             |           |                                            |                                                                                             |
| 43                   | sol m                                  | 1849 (été)                | 1855   | Op. posth. 67/2    | B. 167 |             |           |                                            |                                                                                             |
| 47                   | la m                                   | 1827                      | 1855   | Op. posth. 68/2    | B. 18  |             |           |                                            |                                                                                             |
| 48                   | fa                                     | 1829                      | 1855   | Op. posth. 68/3    | B. 34  |             |           |                                            | Cite l'air populaire "Oj, Magdalino"                                                        |
| 46                   | do                                     | 1829                      | 1855   | Op. posth. 68/1    | B. 38  |             |           |                                            |                                                                                             |
| 49                   | fa m                                   | 1849 (été)                | 1855   | Op. posth. 68/4    | B. 168 |             |           |                                            | "Dernière composition de Chopin" ; d'abord publié de manière incomplète en 1855             |
| -                    | do                                     | 1833                      | 1870   | -                  | B. 82  | KK IVb/3    | P 2/3     |                                            |                                                                                             |
| -                    | ré                                     | 1829                      | 1875   | -                  | B. 31  | KK IVa/7    | P 1/7     |                                            | Fortement remanié en 1832 (voir B. 71, KK IVb/2; rev. vers. pub. 1880)                      |
| -                    | ré                                     | 1832                      | 1880   | -                  | B. 71  | KK IVb/2    | P 1/7     |                                            | Version fortement remaniée de B.31, KK IVa/7                                                |
| -                    | si bémol                               | 1832 (24 June)            | 1909   | -                  | B. 73  | KK IVb/1    | P 2/1     | Alexandrine Wolowska                       |                                                                                             |
| -                    | la bémol                               | 1834 (juillet)            | 1930   | -                  | B. 85  | KK IVb/4    |           |                                            |                                                                                             |
| -                    | ?                                      | "tôt"                     | -      | -                  | -      | KK Vf       |           |                                            | "Plusieurs mazurkas" ; perdues                                                              |
| -                    | ré                                     | 1826 (?)                  | -      | -                  | -      | KK Ve/5     |           |                                            | Mentionné dans les sources ; manuscrit inconnu                                              |
| -                    | sol                                    | 1829 (22 août)            | ?      | -                  | -      | -           |           |                                            | Musique pour un poème d'Ignac Maciejowski                                                   |
| -                    | ?                                      | 1832                      | -      | -                  |        | KK Vc/2     |           |                                            | Mentionné dans une lettre de Chopin datée du 10 septembre 1832                              |
| -                    | ?                                      | 1832 (14 septembre)       | -      | -                  |        | KK Ve/7     |           |                                            | Présent dans un catalogue de vente aux enchères, Paris, 1906                                |
| -                    | si bémol                               | 1835                      | -      | -                  |        | KK Ve/4     |           |                                            | Manuscrit vendu à Paris le 20 juin 1977                                                     |
| -                    | ?                                      | 1846 (vers décembre)      | -      | -                  | -      | KK Vc/4     |           |                                            | Mentionné dans une lettre de Chopin                                                         |
| -                    | la, ré m                               | ?                         | -      | -                  | -      | KK VIIb/7-8 |           |                                            | Allegretto et Mazurka ; manuscrit vendu à Paris le 21 novembre 1974                         |
| -                    | si bémol m                             | ?                         | -      | -                  | -      | KK Anh. Ib  |           |                                            | Douteux                                                                                     |
| -                    | ?                                      | ?                         | -      | -                  | -      | KK Ve/8     |           |                                            | Mentionné en 1878 dans une correspondance entre Breitkopf & Hartel et Izabela Barczinska    |
| -                    | ?                                      | ?                         | -      | -                  | -      | KK Ve/6     |           | Mme Nicolai                                | Mentionné dans une note d'Augener à C.A. Spina le 21 mai 1884                               |